# Surinam en los Juegos Suramericanos
Surinam se integró desde la cuarta edición de los Juegos Suramericanos que se realizó en Lima en 1990. A partir de esta edición ha participado de manera ininterrumpida. Surinam siempre ha enviado delegaciones pequeñas lo cual ha hecho que obtenga puesto en la sección baja del medallero. 
El país está representado ante los Juegos Suramericanos por el Comité Olímpico de Surinam y para la fecha nunca ha sido sede de los Juegos.

## Delegación
Para los IX Juegos Suramericanos Medellín 2010, Surinam contó con una de las delegaciones más pequeñas con un total de 26 deportistas acreditados. Únicamente Guyana llevó una delegación más pequeña que Surinam.

## Medallero histórico
Fuente: Organización Deportiva Suramericana
| Año   | País                 | Sede         | Posición | Oro | Plata | Bronce | Total |
| ----- | -------------------- | ------------ | -------- | --- | ----- | ------ | ----- |
| 1978  | Bandera de Bolivia   | La Paz       | -        | -   | -     | -      | -     |
| 1982  | Bandera de Argentina | Rosario      | -        | -   | -     | -      | -     |
| 1986  | Bandera de Chile     | Santiago     | -        | -   | -     | -      | -     |
| 1990  | Bandera de Perú      | Lima         | 9/10     | 2   | 0     | 1      | 3     |
| 1994  |                      | Valencia     | 13/14    | 0   | 3     | 0      | 3     |
| 1998  | Bandera de Ecuador   | Cuenca       | 8/14     | 4   | 0     | 3      | 7     |
| 2002  | Bandera de Brasil    | Brasil       | 14/14    | 0   | 0     | 0      | 0     |
| 2006  | Bandera de Argentina | Buenos Aires | 15/15    | 0   | 0     | 1      | 1     |
| 2010  | Bandera de Colombia  | Medellín     | 13/15    | 0   | 0     | 2      | 2     |
| 2014  | Bandera de Chile     | Santiago     | 11/14    | 1   | 0     | 4      | 5     |
| Total | Total                |              | 13/15    | 7   | 3     | 11     | 21    |

## Desempeño
Surinam ocupó su mejor posición en la sexta edición cuando obtuvo el octavo lugar. En el mismo año, obtuvo el mayor número de medallas en la historia de los juegos con un total de 7 preseas y además obtuvo el mayor número de medallas de oro ganadas en unos juegos con un total de 4 unidades doradas. 
Su peor desempeño fue en los juegos de Brasil 2002 cuando quedó en último lugar y no obtuvo ninguna medalla.

### IXJuegos Suramericanos de 2010
Los deportistas por país más destacados que conquistaron más de una medalla en las competiciones deportivas realizadas en Medellín, Colombia de la novena edición de los juegos fueron:
| Clasificación del País | Clasificación del Total | Deportista            | País    | Disciplina |   |   |   | Total |
| 1                      | 470                     | Crystal Leefmans      | Surinam | Bádminton  | 0 | 0 | 2 | 2     |
| 1                      | 470                     | Mitchel Wongsodikromo | Surinam | Bádminton  | 0 | 0 | 2 | 2     |